# 특발성 당뇨병
특발성 당뇨병은 제1형 당뇨병의 한 형태이다.
제1형 당뇨병 중에서 자기면역반응이 음성반응이 나오나 제1형 당뇨병 정도의 인슐린 분비수치를 나타내는 특발성 질환이다. 1B형 당뇨병 (idiopathic ; type 1B)으로 따로 분류되어 있다.